# Money in the Bank (2012)
Money in the Bank (2012) — третье по счёту шоу Money in the Bank, PPV-шоу производства американского рестлинг-промоушна WWE. Шоу прошло 15 июля 2012 года на арене «ЮС Эйрвейс-центре» в Финикс, Аризона, США.
На шоу было проведено восемь матчей, один из них был показан в пре-шоу. В главном событии Джон Сина выиграл матч Money in the Bank за контракт на матч за звание чемпиона WWE.

## Результаты
| №                                                          | Матч | Условия                                                                                       | Время |
| ---------------------------------------------------------- | --- | --------------------------------------------------------------------------------------------- | ----- |
| 1P                                                         | Кофи Кингстон и R-Truth победили Унико и Камачо                                                                | Командный поединок за звание командных чемпионов WWE                                          | 8:41  |
| 2                                                          | Дольф Зигглер победил Тенсая, Дэмиена Сэндоу, Сантино Мареллу, Кристиана, Коди Роудса, Тайсон Кидда, Син Кару. | Битва «Money in the Bank» за возможность боя за титул чемпиона мира в тяжелом весе            | 18:29 |
| 3                                                          | Шеймус (с) победил Альберто Дель Рио (с Рикардо Родригесом)                                                    | Одиночный поединок за титул чемпиона мира в тяжелом весе                                      | 14:25 |
| 4                                                          | Примо и Эпико (с Розой Мендес) победили Тайтуса О’Нила и Даррена Янга (с A.W.)                                 | Командный поединок                                                                            | 7:31  |
| 5                                                          | СМ Панк (с) победил Дэниела Брайана                                                                            | Одиночный поединок без дисквалификации за титул чемпиона WWE со специальным рефери Эй Джей Ли | 27:49 |
| 6                                                          | Райбек победил Курта Хоукинса и Тайлера Рекса                                                                  | Неравный поединок 2 на 1                                                                      | 4:23  |
| 7                                                          | Лейла, Тамина Снука и Кейтлин победили Бет Феникс, Наталью и Ив                                                | Командный поединок див 3 на 3                                                                 | 3:25  |
| 8                                                          | Джон Сина победил Криса Джерико, Кейна, Биг Шоу и Миза                                                         | Битва «Money in the Bank» за возможность боя за титул чемпиона WWE                            | 20:03 |
| P — означает матч на пре-шоу (c) — чемпион на начало матча | |                                                                                               |       |